# Imanence
Imanence (z latinského „in-manere“) označuje to, co nepřesahuje, nýbrž zůstává, trvá, je obsaženo uvnitř. Odtud (něčemu) imanentní znamená v něčem obsažené, zahrnuté. Opakem je transcendence (přesah, přesahování) a transcendentní.

## Ve filosofii
Pojem vznikl ve scholastice na rozlišení například imanentního jednání, jež se týká pouze jednajícího člověka, a jednání, které ho přesahuje, přechází na jiné. Imanentní příčina je taková, která vychází z věci samé.
Podle teorie poznání Davida Huma a Immanuela Kanta lze z předmětu poznat jen to, co je imanentní smyslovému poznání, kdežto jeho vlastní bytí, Kantova "věc o sobě" je vůči tomuto poznání transcendentní a tudíž nepoznatelná.
V křesťanské teologii se rozlišuje mezi imanencí světa a transcendentním Bohem, který svět přesahuje a není s ním souměřitelný. Naopak pro panteistické systémy (Baruch Spinoza) je Bůh součástí světa, a tedy imanentní. U některých současných autorů (například Gilles Deleuze) znamená imanence odmítnutí jakékoli transcendence.